# Павлов, Михаил Никитович (1904—1976)
Михаил Никитович Павлов (1904—1976) — полковник Советской Армии, участник Великой Отечественной войны, Герой Советского Союза (1945).

## Биография
Михаил Павлов родился 5 декабря 1904 года в деревне Клескуши (ныне — Лужский район Ленинградской области). После окончания сельской школы и совпартшколы работал на родине. В 1926 году Павлов был призван на службу во внутренние войска ОГПУ-НКВД СССР, с 1937 года служил в погранвойсках. Участвовал в боях советско-финской войны. С начала Великой Отечественной войны — на её фронтах. В боях был ранен.
К сентябрю 1944 года подполковник Михаил Павлов командовал 1203-м стрелковым полком 354-й стрелковой дивизии 105-го стрелкового корпуса 65-й армии 1-го Белорусского фронта. Отличился во время освобождения Западной Белоруссии. В ночь со 2 на 3 сентября 1944 года полк Павлова прорвал немецкую оборону и, отразив три вражеские контратаки, продолжил движение к Нареву. За сутки с боями полк прошёл 46 километров на запад, уничтожив более 200 солдат и офицеров противника, ещё 60 взяв в плен, а также захватив в качестве трофеев 9 артиллерийских орудий. В ночь с 4 на 5 сентября 1943 года полк Павлова переправился через Нарев и прорвал немецкую оборону, нанеся противнику большие потери, после чего удерживал плацдарм до переправы основных сил.
Указом Президиума Верховного Совета СССР от 24 марта 1945 года за «образцовое выполнение боевых заданий командования на фронте борьбы с немецкими захватчиками и проявленные при этом отвагу и геройство» подполковник Михаил Павлов был удостоен высокого звания Героя Советского Союза с вручением ордена Ленина и медали «Золотая Звезда».
После окончания войны Павлов продолжил службу в Советской Армии. В 1948 году он окончил курсы «Выстрел». В 1955 году в звании полковника Павлов был уволен в запас. Проживал в Воронеже. Умер 21 июня 1976 года, похоронен в Воронеже на Юго-Западном кладбище.
Был награждён двумя орденами Ленина, тремя орденами Красного Знамени, орденом Суворова 3-й степени, двумя орденами Красной Звезды, польским орденом «Крест Храбрых» и рядом медалей.